# 贝尔定理
在理論物理學裏，貝爾定理（Bell's theorem）表明
|  | 任何關於定域隱變數的物理理論無法複製量子力學的每一個預測。 |

貝爾定理是一種不可行定理，又知名為貝爾不等式。這定理在物理學和科學哲學裏異常重要，因為這定理意味著量子物理必需違背定域性原理或反事實確定性
。發表於1964年，貝爾定理是因北愛爾蘭物理學家約翰·貝爾而命名。
贝尔定理的实验验证所得到的結果，符合量子力學理論的預測，並且顯示某些量子效應似乎能夠以超光速行進。由於這驗證結果，所有歸類為隱變數理論、經得起考驗的量子理論都只能限制為非定域種類。2015年，台夫特理工大學的罗纳德·汉森等人在《自然》的封面文章表示，成功关闭所有漏洞，目前量子理论比定域性隐变量理论更准确地描述量子纠缠现象。

## 概述
貝爾不等式為
{\displaystyle |P_{xz}-P_{zy}|\leq 1+P_{xy}}
其中，{\displaystyle A_{x}} 為正的意思為在 {\displaystyle x} 軸上觀察到 {\displaystyle A} 量子的自旋態為正，而 {\displaystyle P_{xz}} 代表 {\displaystyle A_{x}} 為正和 {\displaystyle B_{z}} 為正的相關性。
在古典力學中，此不等式成立。在量子世界中，此不等式卻不成立。
貝爾定理意味著，阿爾伯特·愛因斯坦所主張的定域性原理，其預測不符合量子力學理論。由於很多實驗的結果與量子力學理論的預測一致，顯示出的量子关联遠強過定域隱變數理論所能夠解釋，所以，物理學者拒絕接受定域實在論對於這些實驗結果的解釋。陷入找不到滿意解答的窘境，物理學者只能無可奈何地勉強承認這是一種非因果關係的超光速效应。

對於像光子一類的粒子，貝爾定理的實驗驗證示意圖。不穩定粒子的衰變會生成單態粒子對，其兩顆粒子會分別朝著相反方向移動。假設，在與衰變地點相隔一段距離的兩個地點，分別以各種不同夾角角度 任意設定為實驗參數，然後測量這兩顆粒子的自旋，則得到的數據可以計算出這系統的糾纏性質。

貝爾定理可以應用於任何由兩個相互糾纏的量子位元所組成的量子系統。最常見的範例是糾纏於自旋或偏振的粒子系統。
繼續發展爱因斯坦-波多尔斯基-罗森佯谬（簡稱EPR佯謬）的論述（但是選擇採用自旋的例子，如同戴維·玻姆版本關於EPR弔詭的論述），貝爾精心設計出一個思想實驗：從衰變生成的兩顆處於单态的自旋1/2粒子會分別朝著相反方向移動，在與衰變地點相隔遙遠的兩個地點，分別沿著獨立選擇的直軸測量兩個粒子的自旋，每一次測量得到的結果是「向上自旋」（標記為「+」）或「向下自旋」（標記為「−」）。
在兩個地點測量得到一致結果的機率，會因為兩根直軸 {\displaystyle \mathbf {a} } 與 {\displaystyle \mathbf {b} } 之間的夾角角度 {\displaystyle \theta } 而變化，除了平行或反平行的設置（ {\displaystyle \theta } 為0°或180°），會遭受到不確定性。所以，貝爾定理只能應用於從多次測量得到的統計結果。現在設定實驗規則，假設愛麗絲與鮑伯分別獨自在這兩個地點測量，若在某一次測量，愛麗絲測量的結果為向上自旋，而鮑伯測量的結果為向下自旋，則稱這兩個結果一致，相關係數為"+1"，反之亦然；否則，就像如下，若愛麗絲與鮑伯測量的結果都為向上自旋或都為向下自旋，則兩個結果不一致，相關係數為"-1"。那麼，假設 {\displaystyle \mathbf {a} } 與 {\displaystyle \mathbf {b} } 相互平行，則測量這些量子糾纏粒子永遠會得到一致的結果（完全相關）；假設兩根直軸相互垂直，則只有50%機率會得到一致的結果，得到不一致結果的機率也是50%。以下列出這些基本案例：
| 同向軸 {\displaystyle \theta =0^{\circ }} ：  | 第1對 | 第2對 | 第3對 | 第4對 | ...          | 總共n對    |  |
| --------------------------------------------- | ----- | ----- | ----- | ----- | ------------ | ---------- |  |
| 愛麗絲：                                      | +     | −     | −     | +     | ...          |            |  |
| 鮑伯：                                        | −     | +     | +     | −     | ...          |            |  |
| 相關係數: (                                   | +1    | +1    | +1    | +1    | ...          | ) / n = +1 |  |
|                                               |       |       |       |       | （100%一致） |            |  |
| 正交軸 {\displaystyle \theta =90^{\circ }} ： | 第1對 | 第2對 | 第3對 | 第4對 | ... 總共n對  |            |  |
| 愛麗絲：                                      | +     | −     | +     | −     | ...          |            |  |
| 鮑伯：                                        | −     | −     | +     | +     | ...          |            |  |
| 相關係數: (                                   | +1    | −1    | −1    | +1    | ...          | ) / n = 0  |  |
|                                               |       |       |       |       | （50%一致）  |            |  |

對於自旋的量子相關性（假定100%偵測效率），局域隱變數理論的預測以實線顯示，量子力學預測以虛線顯示。

如右圖所示，假設兩根直軸的夾角角度 {\displaystyle \theta } 在上述基本案例角度之間，則局域隱變數理論的成立意味著量子相關性呈線性變化。但是根據量子力學理論，量子相關性應呈角度的餘弦 {\displaystyle \cos \theta } 變化。重要關鍵是，實際糾纏實驗結果支持量子力學理論的預測。
貝爾推導出定域實在論會產生的結果。在這導引內，除了要求基本的一致化以外，不做任何其它特別的假定，貝爾發現的數學問題，很明顯地不同於量子力學的預測，更不同於稍後得到的實驗觀測結果。這樣，貝爾定理排除了定域隱變數為量子力學的可信解釋，雖然非定域隱變數理論的大門仍舊敞開無礙。貝爾結論：
某些理論為了確定單獨測量的結果，嚴格要求將額外參數加入量子力學，並且要求這動作不改變統計預測。對於這些理論，必定存在著一種機制，使得一台測量儀器的運作設定值的改變，會影響到另一台測量儀器的讀值，不管兩台儀器之間的距離有多麼遙遠。此外，涉及這機制的訊號必需瞬時地傳播抵達，所以，這些理論不具有勞侖茲不變性。
這些年來，有許多實驗企圖驗證貝爾定理，並得出貝爾不等式被違背的實驗數據。但很多關於這些實驗的不足之處都已被找到，包括「偵測漏洞」、「通訊漏洞」等等。由於科技的進步，實驗也逐步的改良，更能夠針對這些漏洞給予補足。截至公元2014年，沒有任何實驗能夠完全地補足這些漏洞。當時的物理學家相信，完美的貝爾定理實驗可以在5年內出現，主流量子力學教科書也已將貝爾定理視為基礎物理定理。但是，沒有任何物理定理能夠毫無疑問的被接受；仍有些物理學者反駁，貝爾定理隱藏的假定或實驗漏洞否定了理論的正確性。
公元2015年，台夫特理工大學的罗纳德·汉森等人在《自然》的封面文章表示，成功关闭所有漏洞，表明量子理论比定域性隐变量理论更准确地描述量子纠缠现象。

## 參閱
- 貝爾實驗的預測（Quantum mechanical Bell test prediction）
- CHSH不等式（CHSH inequality）
- GHZ實驗（GHZ experiment）
- 萊格特不等式（Leggett inequality）
- 萊格特-皋格不等式（Leggett-Garg inequality）
- 莫特問題
- 任寧格負結果實驗
- 量子不確定性
- 量子力學
- 量子形上學
- 量子神祕主義（Quantum mysticism）
- 關係性量子力學
- 任宁格实验
- 超决定论

## 進階閱讀
以下列出一些專門為一般讀者所撰寫、涉及貝爾定理的著作：
- Amir D. Aczel, Entanglement: The greatest mystery in physics (Four Walls Eight Windows, New York, 2001).
- A. Afriat and F. Selleri, The Einstein, Podolsky and Rosen Paradox (Plenum Press, New York and London, 1999)
- J. Baggott, The Meaning of Quantum Theory (Oxford University Press, 1992)
- N. David Mermin, "Is the moon there when nobody looks? Reality and the quantum theory", in Physics Today, April 1985, pp. 38–47.
- Louisa Gilder, The Age of Entanglement: When Quantum Physics Was Reborn (New York: Alfred A. Knopf, 2008)
- Nick Herbert, Quantum Reality: Beyond the New Physics (Anchor, 1987, ISBN 0-385-23569-0)
- D. Wick, The infamous boundary: seven decades of controversy in quantum physics (Birkhauser, Boston 1995)

## 外部連結
- 美國史密斯學院教授Gary Felder 編著，鬼魅般的超距作用：貝爾定理的一種解釋（页面存档备份，存于）
- 德國埃爾朗根-紐倫堡大學物理系量子實驗室網頁：光子的互動實驗。